# Parafia św. Apostołów Piotra i Pawła w Łapach
Parafia rzymskokatolicka pw. Świętych Apostołów Piotra i Pawła w Łapach – parafia należąca do dekanatu Łapy, diecezji łomżyńskiej, metropolii białostockiej. Obecnie jej proboszczem jest ks. Wojciech Stefaniak.
Parafia została założona 27 marca 1912.

## Kościół parafialny
Kościół murowany pw. Świętych Apostołów Piotra i Pawła zbudowano w latach 1920-1927 z inicjatywy proboszczów: ks. B. Gumowskiego i ks. F. Haraburdy. Konsekrowany 18 września 1927 przez biskupa łomżyńskiego Stanisława Łukomskiego.

## Obszar parafii
W granicach parafii znajdują się miejscowości
- Łapy-Dębowina,
- Łapy-Korczaki,
- Łapy-Łynki,
- Łapy-Pluśniaki
- Łapy-Szołajdy

oraz część Łap z ulicami
- Ks. Henryka
Bagińskiego,
- Bociania,
- Bociańska,
- Brańska,
- Cicha,
- Cmentarna,
- Czerwonego Krzyża,
- Długa,
- Graniczna,
- Grzybowa,
- Harcerska,
- Jasna,
- Kasprzaka,
- Marii Konopnickiej,
- Krucza,
- 11 Listopada,
- 3 Maja,
- Mała,
- Mostowa,
- Nadnarwiańska,
- Nilskiego - Łapińskiego,
- Nowowiejska,
- Okopowa,
- Parafialna,
- Piękna,
- Południowa,
- Prusa,
- Sienkiewicza,
- Generała Sikorskiego (nr nieparzyste),
- Słoneczna,
- Spokojna,
- Stalowa,
- Szwarce,
- Tęczowa,
- Wodociągowa,
- Wronia,
- Wygwizdowo,
- Żurawia,
- Żwirki i Wigury